# Cod ATC R06
Cod ATC R06 este o parte a Sistemului de clasificare Anatomo Terapeutico Chimică.
R Aparatul respirator

## R 06 A Antihistaminice de uz sistemic

### R 06 AA Aminoalchileteri
R 06 AA 01 Bromazină
R 06 AA 02 Difenhidramină
R 06 AA 04 Clemastină
R 06 AA 06 Clorfenoxamină
R 06 AA 07 Difenilpiralină
R 06 AA 08 Carbinoxamină
R 06 AA 09 Doxilamină
R 06 AA 52 Difenhidramină, combinății
R 06 AA 54 Clemastină, combinății
R 06 AA 56 Clorfenoxamină, combinății
R 06 AA 57 Difenilpiralină, combinății

### R 06 AB Alchilamine substituite
R 06 AB 01 Bromfeniramină
R 06 AB 02 Dexclorfeniramină
R 06 AB 03 Dimetinden
R 06 AB 04 Clorfenamină
R 06 AB 05 Feniramină
R 06 AB 06 Dexbromfeniramină
R 06 AB 07 Talastină
R 06 AB 51 Bromfeniramină, combinății
R 06 AB 52 Dexclorfeniramină, combinății
R 06 AB 54 Clorfenamină, combinății
R 06 AB 56 Dexbromfeniramină, combinății

### R 06 AC Etilen diamine substituite
R 06 AC 01 Mepiramină
R 06 AC 02 Histapirodină
R 06 AC 03 Cloropiramină
R 06 AC 04 Tripelennamină
R 06 AC 05 Metapiirilen
R 06 AC 06 Tonziamină
R 06 AC 52 Histapirodină, combinății
R 06 AC 53 Cloropiramină, combinății

### R 06 AD Derivați de fenotiazină
R 06 AD 01 Alimemazină
R 06 AD 02 Prometazină
R 06 AD 03 Tiethilperazină
R 06 AD 04 Metdilazină
R 06 AD 05 Hidroxietilprometazină
R 06 AD 06 Tiazinam
R 06 AD 07 Mequitazină
R 06 AD 08 Oxomemazină
R 06 AD 09 Izotipendil
R 06 AD 52 Prometazină, combinății
R 06 AD 55 Hidroxiethilprometazină, combinății

### R 06 AE Derivați de piperazină
R 06 AE 01 Buclizină
R 06 AE 03 Ciclizină
R 06 AE 04 Clorciclizină
R 06 AE 05 Meclozină
R 06 AE 06 Oxatomidă
R 06 AE 07 Cetirizină
R 06 AE 09 Levocetirizină
R 06 AE 51 Buclizină, combinății
R 06 AE 53 Ciclizină, combinății
R 06 AE 55 Meclozină, combinății

### R 06 AX Alte antihistaminice sistemice
R 06 AX 01 Bamipină
R 06 AX 02 Ciproheptadină
R 06 AX 03 Tenalidină
R 06 AX 04 Fenindamină
R 06 AX 05 Antazolină
R 06 AX 07 Triprolidină
R 06 AX 08 Pirobutamină
R 06 AX 09 Azatadină
R 06 AX 11 Astemizol
R 06 AX 12 Terfenadină
R 06 AX 13 Loratadină
R 06 AX 15 Mebhidrolină
R 06 AX 16 Deptropină
R 06 AX 17 Ketotifen
R 06 AX 18 Acrivastină
R 06 AX 19 Azelastină
R 06 AX 21 Tritoqualină
R 06 AX 22 Ebastină
R 06 AX 23 Pimetixen
R 06 AX 24 Epinastină
R 06 AX 25 Mizolastină
R 06 AX 26 Fexofenadină
R 06 AX 27 Desloratadină
R 06 AX 28 Rupatadină
R 06 AX 53 Tenalidină, combinățiins
R 06 AX 58 Pirobutamină, combinății.

## Vezi și
- Histamină